# Mazus pumilio
Mazus pumilio är en tvåhjärtbladig växtart som beskrevs av Robert Brown. Mazus pumilio ingår i släktet Mazus och familjen Mazaceae. Inga underarter finns listade i Catalogue of Life.